# شهرستان فرانکلین (کنتاکی)
شهرستان فرانکلین، کنتاکی (به انگلیسی: Franklin County, Kentucky) یک سکونتگاه مسکونی در ایالات متحده آمریکا است که در کنتاکی واقع شده‌است.